# Union Titus Pétange
Union Titus Pétange är en fotbollsklubb från Pétange i sydvästra Luxemburg. 

## Historia
Klubben bildades 2015 efter en sammanslagning av de två klubbarna CS Pétange och FC Titus Lamadelaine. Båda klubbarna spelade då i andradivisionen och Union Titus Pétange gjorde 2015/2016 sin första säsong i serien. Redan under första säsongen blev klubben uppflyttade till högstadivisionen.